# Tomahavk
Tomahavk či tomahawk je víceúčelový nástroj i válečná zbraň severoamerických Indiánů. Název se do češtiny dostal prostřednictvím anglického slova tomahawk, jež bylo převzato z algonkinských jazyků severoamerických Indiánů (tamahaac, təmahikan, demahigan aj.). Původní indiánský tomahavk měl čepel trojúhelníkovou (či obdélníkovou), kamennou, upevněnou k topůrku koženým řemínkem. Po příchodu kolonistů se začaly vyrábět kovové tomahavky. Jejich výrobci a dodavatelé byli téměř vždy běloši. Tomahavk měl nejčastěji tvar malé sekerky (tvary se nicméně mohly lišit – tzv. spontoon tomahawk měl speciální špičku odvozenou od čepele kopí zvaného sponton) a byl obvykle používaný jako zbraň, a to buď při boji zblízka nebo vrhaná na dálku. Mimo boj mohl sloužit jako nástroj na štípání dřeva. Existovaly i speciální tomahavky s dutou rukojetí a dutou kovovou hlavičkou proti ostří čepele, jež sekundárně fungují jako dýmky. Říká se jim dýmkové tomahavky (pipe tomahawks) a měly též symbolický význam – mohly být mírovou rekvizitou (dýmka míru) i nástrojem symbolizujícím boj (tzv. vykopat válečnou sekeru). 
Tomahavky se používaly a používají i mimo indiánské kultury. Mají užití při kempování a bushcraftu, případně jako zbraň a nástroj některých specializovaných ozbrojených jednotek. Např. v armádě USA se v menším množství používá i v 21. století. Během války v Afghánistánu se rozšířily mezi speciálními jednotkami i mezi konvenční armádou jako náčiní. V rámci armád NATO vedený pod NST (evidentční číslo výstroje) 4210-01-518-7244 a klasifikovaný jako "Class 9 rescue kit".

## Galerie

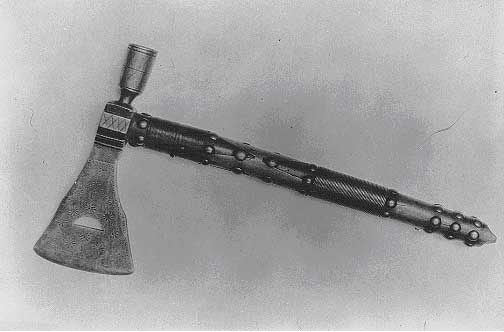
Dýmkový tomahavk z 19. století
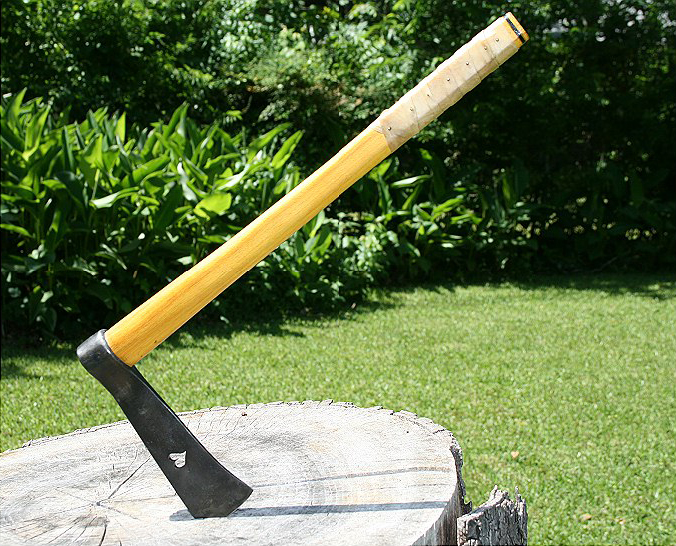
Moderní rekonstrukce klasického kovového tomahavku
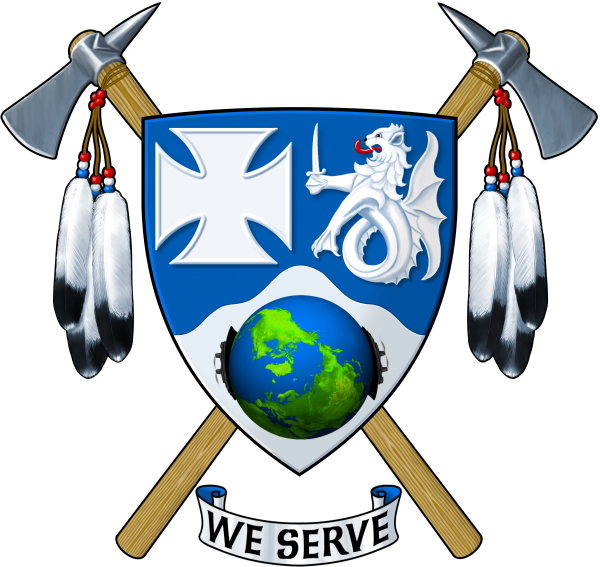
Tomahavky ve znaku 23. pěšího pluku
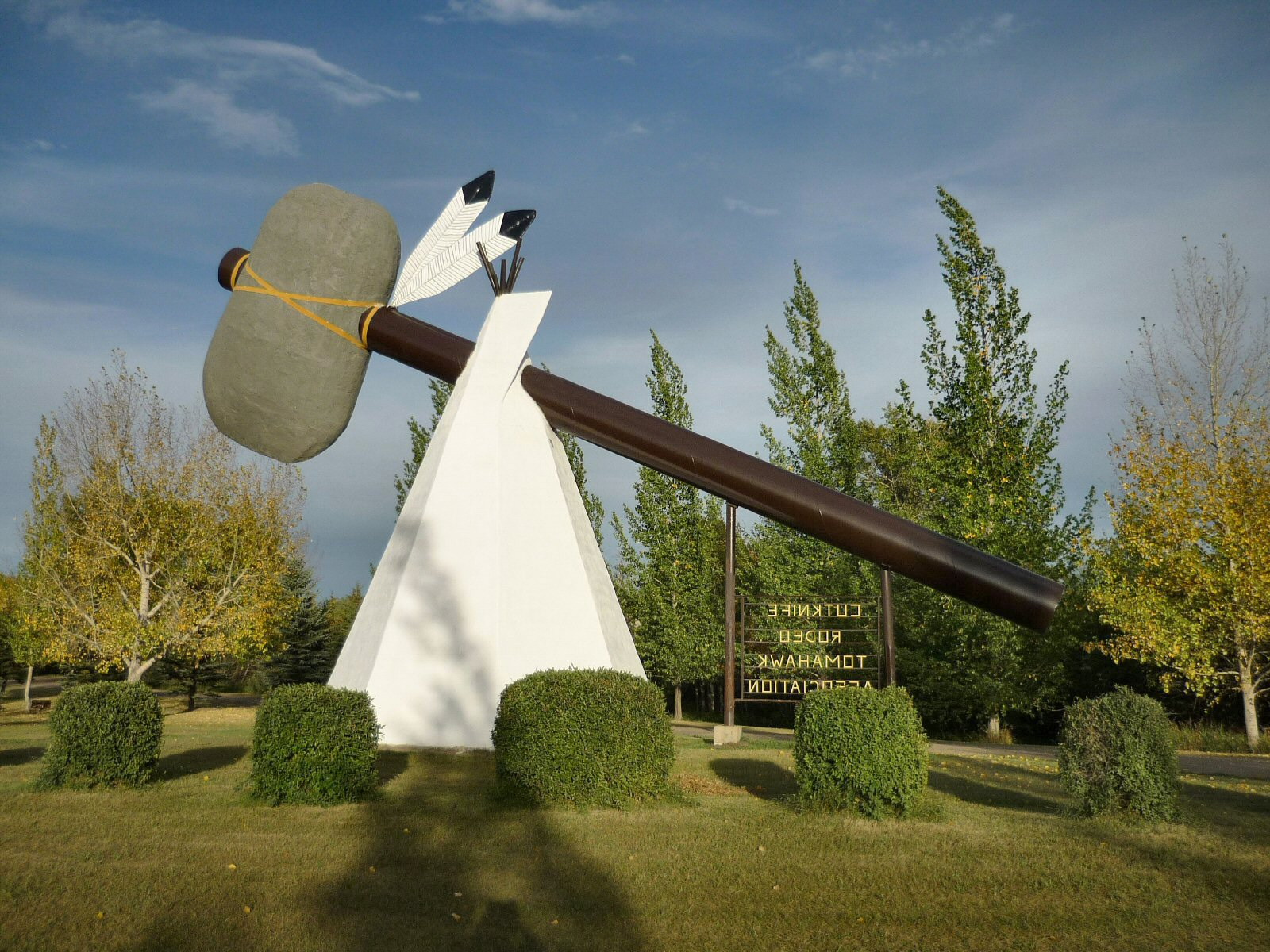
Skulptura ve tvaru původního kamenného tomahavku
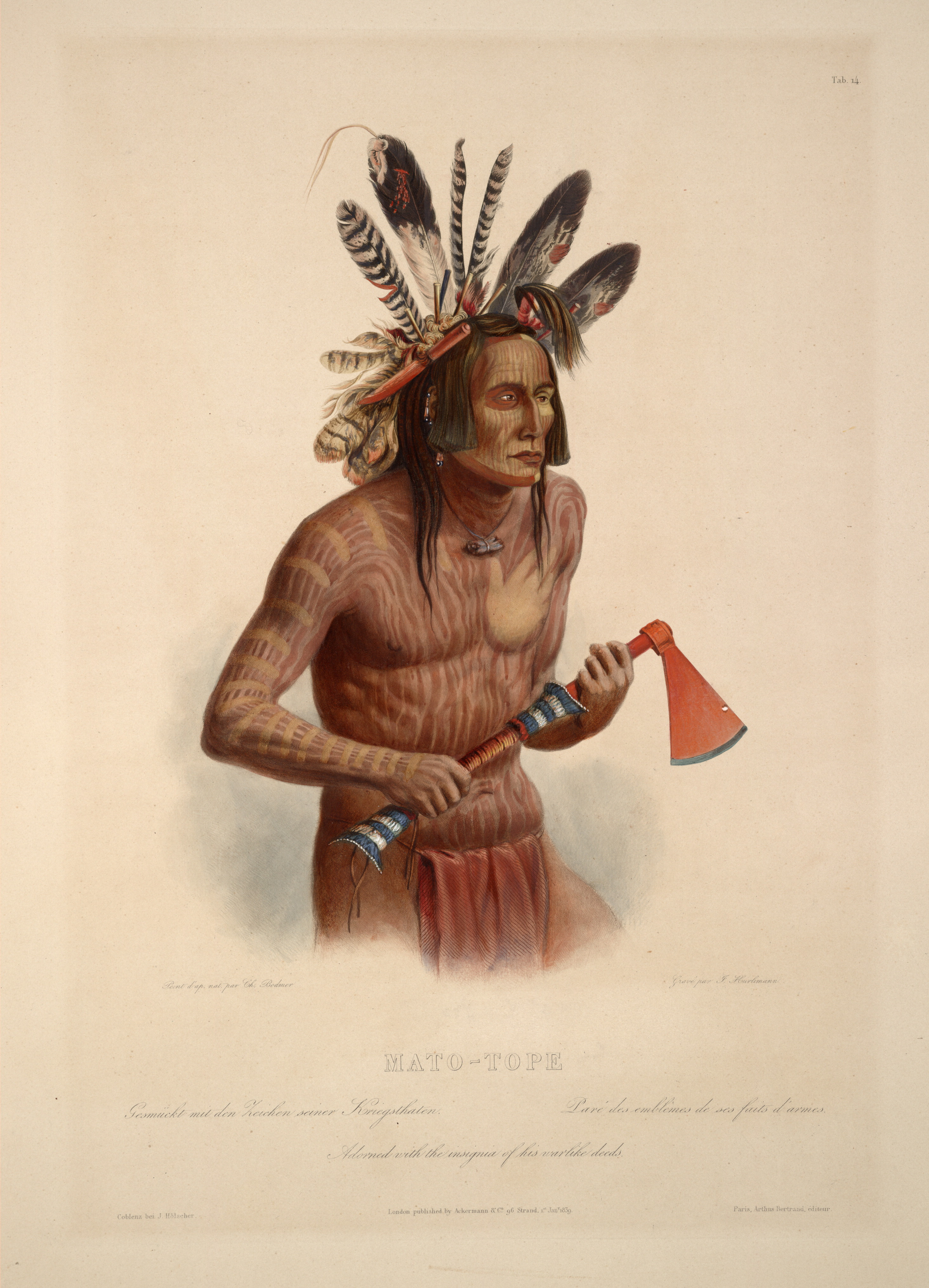
Náčelník Mandanů Mato-Tope s tomahavkem
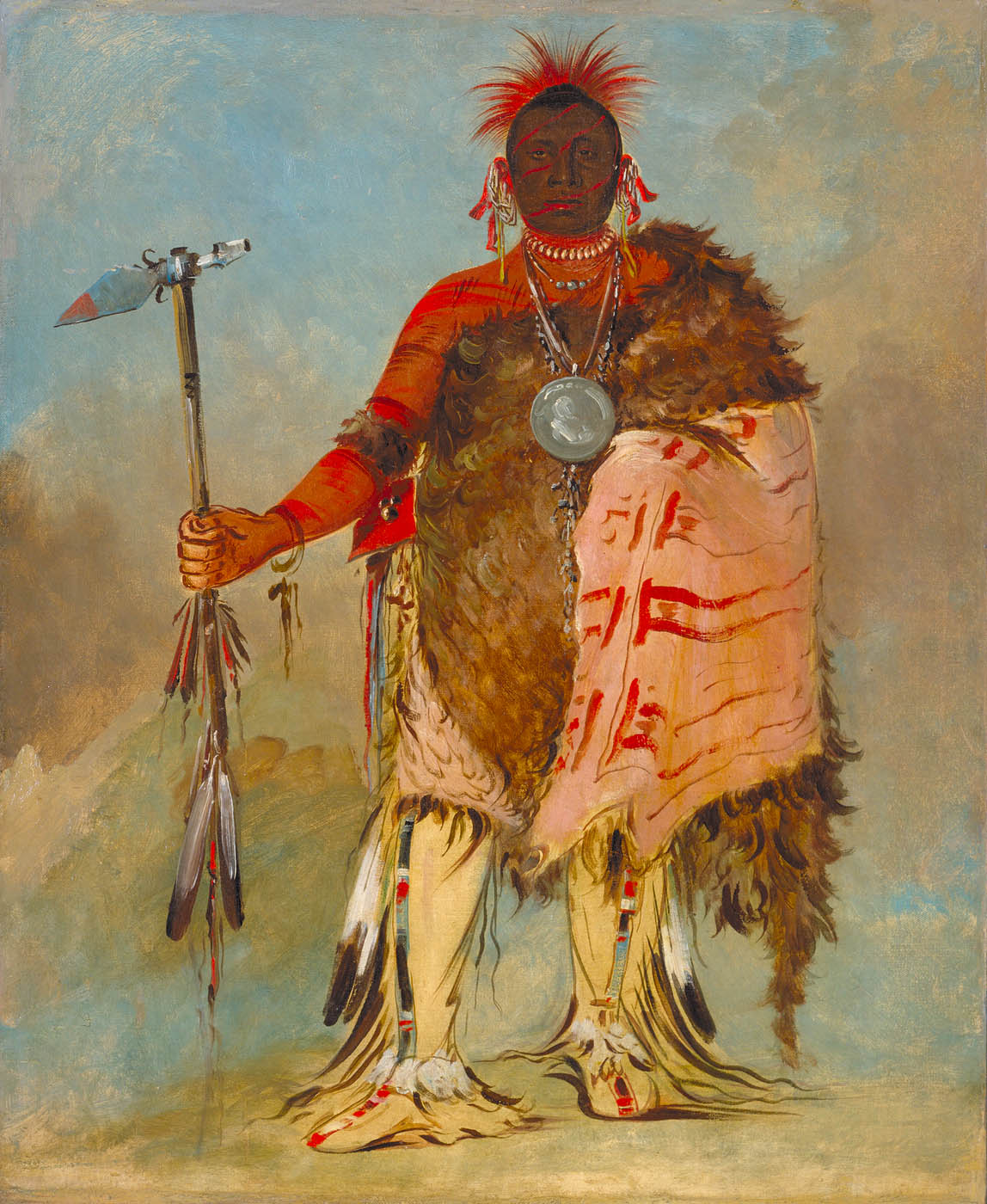
Náčelník Omahů Velký jelen s tomahavkem tvaru spontoon.
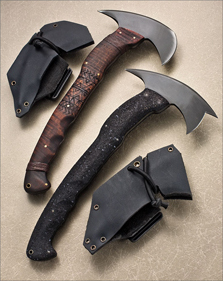
Moderní tomahavky